# Діамантник масковий
Діамантник масковий (Poephila personata) — вид горобцеподібних птахів родини астрильдових (Estrildidae). Ендемік Австралії.

## Поширення
Вид поширений на півночі Австралії від міста Брум на заході до півострова Кейп-Йорк на сході. Населяє відкриті місцевості з трав'янистим покривом, з розрізненою наявністю кущів і дерев. Пов'язаний з джерелами прісної води.

## Опис
Птах завдовжки до 13,5 см. На вигляд досить кремезний, з великою головою і тонкою шиєю. Колір однорідний коричневий, який має тенденцію світлішати на грудях і темнішати на крилах. Хвіст білий, а з боків є чорні смуги. Маска, яка тягнеться навколо дзьоба до очей і горла, чорна, чому вид зобов'язаний своєю загальною назвою, а наукова назва personata походить від латинського persōna, що означає «маска». Великий конічний дзьоб жовтий, ноги рожево-тілесного кольору, очі темно-карі.

## Спосіб життя
Трапляється парами або невеликими групами, які, як правило, залишаються на землі, щоб годуватися. Увечері різні групи збираються в галасливі колонії, що зосереджені навколо водойм. Зерноїдний птах. Шукає дрібне насіння, яке розбиває своїм міцним дзьобом. Однак він не гребує також харчуватися іншими матеріалами рослинного походження (такими як фрукти, пагони та листя), а також час від часу ласує комахами та їхніми личинками.
Це моногамні птахи, які утворюють пари на все життя. Репродуктивний період чітко не визначений, але, як правило, розмножуються відразу після початку сезону дощів. Обидва партнери беруть участь у будівництві гнізда, яке складається з травинок та іншого ниткоподібного матеріалу (пір'я, пух, гілки), переплетених, щоб утворити сферичну масу з переднім отвором. Гніздо розташовується на піднесених і затишних місцях, які можуть варіюватися від високої трави до верхівки дерев. Усередину гнізда самиця відкладає 4-6 білуватих яєць, які обидві статі висиджують до вилуплення, що відбувається приблизно через два тижні. Обоє батьків доглядають за пташенятами, сліпими й безпір'яними, які готові вилітати на третій тиждень життя, але які продовжують перебувати навколо гнізда до півторамісячного віку.